# رينهولد هينترماير
رينهولد هينترماير (بالألمانية: Reinhold Hintermaier)‏ من مواليد 14 فبراير 1956 في ألثيم في بولندا، لاعب كرة قدم بولندي سابق لعب مع منتخب بولندا لكرة القدم.

## روابط خارجية
- رينهولد هينترماير على موقع قاعدة بيانات كرة القدم.إي يو (الإنجليزية)
- رينهولد هينترماير على موقع ناشيونال فوتبول تيمز (الإنجليزية)